# Coquetdale
Le Coquetdale est un fromage anglais fabriqué avec du lait de vache entier pasteurisé et de la présure végétale. Ce fromage, qui tient son nom de la rivière Coquet dans le Northumberland, est produit par la Northumberland Cheese Company.
Le Coquetdale est affiné dans pendant dix semaines, période pendant laquelle il développe une croûte jaunâtre. Le producteur décrit le fromage comme « riche, fondant et crémeux avec une saveur fruitée ».

## Récompenses
Le Coquetdale a gagné le premier prix au Bakewell Show en 2006.